# Калинина, Дарья Александровна
Да́рья Алекса́ндровна Кали́нина (дата рождения скрывается, Ленинград) — российская писательница, автор «иронических детективов».

## Биография
Родилась в Ленинграде. Скрывает свою дату рождения, так как считает, что «эта вещь для женщины вообще совершенно ненужная». Известно лишь, что по знаку Зодиака она — Овен.
Училась в школе имени Константина Эдуардовича Циолковского с упором на технические дисциплины, затем поступила в Политехнический институт, где приняла решение посвятить себя педагогике. Перешла в Педагогический университет имени А. И. Герцена, где получила профессию педагога общетехнических дисциплин. После получения диплома работала в школе учителем математики один год.
Впервые о таланте сочинительства задумалась после успешно сданного экзамена по литературе, когда написала сочинение, в котором раскрыла тему, которую совершенно не знала. Писательской деятельностью занялась в 1997 году. Работала некоторое время внештатным сотрудником в газете «Секретные материалы» и одновременно писала детективы, романы и фантастику. «Как-то мне захотелось описать один день жизни. Очень уж он получился хорошим, полным приятных эпизодов. Понравилось, захотелось писать ещё и ещё… Я училась и работала — сначала в ресторане, впоследствии учительницей, репетитором (преподавала на дому математику). Сочинительство было моей отдушиной, своеобразным видом отдыха», — так Дарья описывает начало своей писательской карьеры. Через некоторое время она решает публиковаться. Единственным издательством, в котором утвердили её рукопись, становится «Эксмо». В то время оно открывало новую серию — «Иронический детектив», и произведение Дарьи как раз в неё вписывалось. Первая книга вышла в 1999 году и называлась «Из мухи получится слон».
По наблюдениям литературных критиков, считается одним из самых плодовитых авторов, пишущих в жанре иронического детектива.

## Произведения
Романы Дарьи Калининой можно разделить на восемь групп:
- Вне серии
- Сериал «Саша и Барон - знаменитый сыщик и его пёс»
- Сериал «Веселые девчонки»
- Сериал «Мариша и Инна в поисках приключений»
- Сериал «Сыщицы-любительницы Кира и Леся»
- Сериал «Инга и Алена - частный сыск в городе и на природе»
- Сериал «Сыщики Серафима и Арсений на тропе любви»
- Сериал «Юная сыщица и компания»

### Романы[2]
1. «Из мухи получится слон»
2. «Делай всё наоборот»
3. «Кража с обломом»
4. «Шутки старых дев»
5. «Держи хвост пистолетом»
6. «Много шума и… ничего»
7. «Целый вагон невест»
8. «Баран и новые ворота»
9. «Жадина платит дважды»
10. «Циклоп в корсете»
11. «Шустрое ребро Адама»
12. «Перчик на десерт»
13. «Шаловливый дедушка»
14. «Пикник на Лысой горе»
15. «Тигр во фраке»
16. «Пьяная устрица»
17. «Великосветский сходняк»
18. «Джентльмены не любят блондинок»
19. «Мираж в обручальном кольце»
20. «Неделя из семи пятниц»
21. «Рандеву с водяным»
22. «Любовник для Курочки-Рябы»
23. «Сглаз порче — не помеха»
24. «Селёдка под норковой шубой»
25. «Любовь и ёжики»
26. «Дуля с маком»
27. «Свинья в апельсинах»
28. «Избушка на козьих ножках»
29. «Чепуха и сбоку бантик»
30. «Пёстрые человечки»
31. «Ноль в поисках палочки»
32. «Детонатор для секс-бомбы»
33. «Зонтик для дельфина»
34. «Монстр в розовых очках»
35. «101 способ попасть в рай»
36. «Зимний вечер в проруби»
37. «Дама со злой собачкой»
38. «Вояж на Кудыкину гору»
39. «Звёздная пыль на каблуках»
40. «Призрак с хорошей родословной»
41. «Веник алых роз»
42. «Агент семейной безопасности»
43. «Танец вокруг живота»
44. «Мексиканские страсти»
45. «Семь непрошенных гостей»
46. «Месть в ажурных чулках»
47. «Самба с зелёными человечками»
48. «Правила жаркого секса»
49. «Леди Бэтмен»
50. «Три красавицы за одну ночь»
51. «Нимфа с большими понтами»
52. «Мулатка в белом шоколаде»
53. «Гусары денег не берут»
54. «Неполная дура»
55. «Рыцарь с буйной фантазией»
56. «Серийный бабник»
57. «Тренинг для любовницы»
58. «Бонус для монсеньора»
59. «Да поможет нам Босс!»
60. «В погоне за бурным сексом»
61. «Сваха для монаха»
62. «Клубничка по-шведски»
63. «Красотка на все руки»
64. «Дайвинг для крокодила»
65. «Цирк под одеялом»
66. «Свадебное путешествие в один конец»
67. «Ателье царских прикидов»
68. «Царство нечистой силы»
69. «Засада на женихов»
70. «Олигарх-подкаблучник»
71. «Куда исчезают поклонники?»
72. «Возвращение блудного бумеранга»
73. «Суперневезучая»
74. «Цветочное алиби»
75. «Золото фамильного склепа»
76. «Казино „Пляшущий бегемот“»
77. «Миллион под брачным ложем»
78. «Фанат Казановы»
79. «Когда соблазняет женщина»
80. «Рай на пять звёзд»
81. «Секреты бабушки Ванги»
82. «Гетера с лимонами»
83. «Любовник от бога»
84. «Наследница английских лордов»
85. «Третья степень близости»
86. «Миланский тур на двоих»
87. «Стучат — закройте дверь!»
88. «Берегись свекрови!»
89. «Перед смертью не накрасишься»
90. «Челюсти судьбы»
91. «Дай! Дай! Дай!»
92. «Полюблю и отравлю»
93. «Три принца для Золушки»
94. «Умри богатым!»
95. «Ночь любви в противогазе»
96. «Дудочка альфонса»
97. «Шито-крыто!»
98. «Киллер на диете»
99. «Бабы Али-Бабы»
100. «Королевские цацки»
101. «Тёща-привидение»
102. «Почему мужчины врут»
103. «Русалочка в шампанском»
104. «Амазонки под чёрными парусами»
105. «Верхом на птице счастья»
106. «Волшебный яд любви»
107. «Приворот от ворот»
108. «Рука, сердце и кошелёк»
109. «Алмаз в декольте»
110. «Игры любвеобильных фей»
111. «Рай в неглиже»
112. «Царевна золотой горы»
113. «Колючки в брачной постели»
114. «Поцелуй вверх тормашками»
115. «Поваренная книга вуду»
116. «Двойная жизнь волшебницы»
117. «Развод за одну ночь»
118. «На шпильках по джунглям»
119. «Босиком по стразам»
120. «Жертвы весёлой вдовушки»
121. «Дело гангстера боится»
122. «Гарем шоколадного зайки»
123. «Любовь до хрустального гроба»
124. «Сердце красавицы склонно к измене»
125. «Властелин брачных колец»
126. «Огонь, вода и медные гроши»
127. «Без штанов — но в шляпе»
128. «Обещать — не значит жениться»
129. «Знойная женщина — мечта буржуя»
130. «К колдунье не ходи»
131. «Хозяйка праздника жизни»
132. «Затащи меня в Эдем»
133. «На стрелку с ангелами»
134. «Последняя ночь под звёздами»
135. «Папа Карло из Монте-Карло»
136. «Клад царя Гороха»
137. «Готовь завещание летом»
138. «С царского плеча»
139. «Свет в конце Бродвея»
140. «Бриллианты в шоколаде»
141. «Музей идеальных фигур»
142. «Рожки и длинные ножки»
143. «Шахматы на раздевание»
144. «Остров в море наслаждений»
145. «Солярий для Снежной королевы»
146. «Полуночный танец кентавров»
147. «Смех и смертный грех»
148. «Принц на белом пони»
149. «Танго на собственных граблях»
150. «Беспредел в благородном семействе»
151. «Свекровь для Белоснежки»
152. «Конфуз в небесной канцелярии»
153. «Витязь без шкуры»
154. «Круиз самодовольного амура»
155. «Месть капризного призрака»
156. «Чудище в шляпке»
157. «В семье не без убийцы»
158. «Королева белых мышек»
159. «Смерть из консервной банки»
160. «Криминал на лабутенах»
161. «Бабушка по ипотеке»
162. «Закрытие Америки»
163. «Пиф-паф, прекрасная маркиза!»
164. «Сделай мне счастье»
165. «Муж из натурального меха»
166. «Четыре покойника и одна свадьба»
167. «ЗАГС на курьих ножках»
168. «По скелету всему свету»
169. «Муж и другие мелочи жизни»
170. «Сезон охоты на мужей»
171. «Развод, дракон и девичья фамилия»
172. «С милым и в хрущёвке рай»
173. «Вас в ЗАГС не стояло»
174. «Одиноким предоставляется папа Карло»
175. «Первый муж комом»
176. «Год огненного жениха»
177. «Кобель домашний средней паршивости»
178. «Кровь, любовь и голуби»
179. «Призрак в кожаных ботинках»
180. «Тётушка с угрозой для жизни»
181. «Дурдом с мезонином»
182. «По кому Мендельсон плачет»
183. «Сюрприз под медным тазом»
184. «Драйв, хайп и кайф»
185. «Убийство в стиле „Хайли лайки“»
186. «Тайный притон Белоснежки»
187. «Дама Великого Комбинатора»
188. «Квартирант с приданым»
189. «Брачная ночь в музее»
190. «Сафари на Жар-птицу»
191. «Сервиз для безумного чаепития»
192. «Преступление по нотам»
193. «Месть по новой технологии»
194. «Фальшивый золотой ключик»
195. «Плюшевая засада»
196. «Собаке – собачья жизнь»
197. «Луч света в тёмной коммуналке»
198. «Кошмар на улице дачной»
199. «Девушка с чеширским зонтиком»
200. «Муха с татухой»
201. «Аленький цветочек для чудовища»
202. «Невесты в белых тапочках»
203. «Квест с привидениями»
204. «Виртуальная сыщица»
205. «Танцы с бубнами»
206. «Осторожно: карантин!»
207. «Парад женихов»
208. «Варенье из мухоморов»
209. «В стразах только девушки»
210. «Старушки-разбойницы»
211. «Место встречи посещать нельзя»
212. «Бедная миллионерша»
213. «Понедельник начинается в июне»
214. «Четыре чики и собачка»
215. «Очки большого города»
216. «Наследство любимой тёщи»
217. «Шпионы у дачи»
218. «Жулик моей мечты»
219. «Суфле из бледной поганки»
220. «Всем Хуанам по сомбреро»
221. «Кошкин дом с убийцей»
222. «Сырный вор»
223. «Тёмное прошлое Фрекен Бок»
224. «Призраки нехорошей квартиры»
225. «Рейтинг собачьей нежности»
226. «Вальс влюблённых попугаев»
227. «Тайна кота Бразилио»
228. «Шашлык из курочки Рябы»
229. «Скрипичный ключ к счастью»
230. «Диета с неприятностями»
231. «Последний писк модницы»
232. «Сыворотка счастья»
233. «Наперегонки со страусом»
234. «Джинн из консервной банки»
235. «Маленькие шалости примадонны»
236. «Меню голодного леопарда»
237. «Секретное оружие Жар-птицы»
238. «Фан-клуб Посейдона»
239. «Библиотека царя Гороха»
240. «Спа-салон Шахерезады»
241. «Напиток для Шапокляк»
242. «Тысяча и одна дочь»
243. «Проклятие злого Леопольда»
244. «Убийства и цветочки»
245. «Любви все возрасты покорны»

### Рассказы
1. «Горный шиповник»
2. «Летний дворец»
3. «Опасный ангелочек»
4. «Парад наследников»
5. «Подруга бывает кусачей»
6. «Сказка о добром волшебнике и его Красной Шапочке»
7. «Гнев семьи»
8. «Летний отдых»
9. «Семейный отель»
10. «Семейка скелетов в шкафу»
11. «Танцы маленьких лягушат»
12. «Нескучный дед»
13. «Жених в нагрузку»
14. «Полёт на метле»
15. «Семья напрокат»
16. «Бабушка с секретом»
17. «Семейка с секретом»